# Liste der Stolpersteine in Berlin-Dahlem
Die Liste der Stolpersteine in Berlin-Dahlem enthält die Stolpersteine im Berliner Ortsteil Dahlem im Bezirk Steglitz-Zehlendorf die an das Schicksal der Menschen erinnern, die im Nationalsozialismus ermordet, deportiert, vertrieben oder in den Suizid getrieben wurden. Die Spalten der Tabelle sind selbsterklärend. Die Tabelle erfasst insgesamt 59 Stolpersteine und ist teilweise sortierbar; die Grundsortierung erfolgt alphabetisch nach dem Familiennamen.
| Bild | Name                     | Adresse und Koordinate () | Adresse und Koordinate () | Verlegedatum  | Leben |
| ---- | ------------------------ | ------------------------- | ------------------------- | ------------- | --- |
|      | Gustav Amigo             | Bitterstraße 3a           |                           | 25. Mai 2014  | Gustav Amigo kam am 9. April 1879 in Wien zur Welt, zwei seiner Großelternteile waren jüdisch, die anderen nicht. Er wurde Feinmechaniker und eignete sich optische Kenntnisse an. 1906 heiratete er in Nürnberg die nichtjüdische Marie Katharina Wilhelmine Hasenstab, sie zogen nach Berlin. Dort kam am 19. September 1908 ihr Sohn Manfred auf die Welt. Gustav Amigo machte sich selbständig mit einer Automatenhandlung in der Ritterstraße, um 1920 entwickelte er eine Filmkamera für einen 38-mm-Film in einem Holzgehäuse, später verlegte er sich auf die Produktion von Lautsprechern. Zur Funkausstellung 1926 stellte er den Trichterlautsprecher Amigo-Horn vor. Sein Betrieb zog in die Fürstenstraße 3, privat wohnte er mit seiner Familie erst in der Brandenburgstraße (heute Lobeckstraße), ab 1933 in Dahlem im Haus Bitterstraße 3a, dessen Eigentümer er auch war. Sein Sohn Manfred handelte mit Autozubehör und übernahm Ende der 1930er Jahre offiziell den Betrieb, Gustav Amigo kam aber jeden Tag aus Dahlem mit der Bahn in die Fabrik, hängte seinen Mantel mit dem Judenstern in den Schrank und ging seinen Projekten nach. Der Betrieb fertigte im Zweiten Weltkrieg mit ca. 20 Mitarbeitern kriegswichtige Metallteile als Zulieferbetrieb für Siemens und Askania an. Gustav Amigo wurde im Sommer 1942 verhaftet, im Arbeitserziehungslager Wuhlheide interniert und am 18. August 1942 erschossen. Seine Witwe und sein Sohn wanderten nach England aus. |
|      | Bruno Asch               | Breisacher Straße 19      |                           | 7. März 2009  | Bruno Asch wurde am 23. Juli 1890 in Wollstein, Provinz Posen (Wolsztyn, Woiwodschaft Großpolen) als Sohn jüdischer Eltern geboren. Nach einer kaufmännischen Lehre arbeitete er zuerst in einer Textilfabrik. Er nahm von 1914 bis 1918 als Soldat am Ersten Weltkrieg teil. Nach dem Krieg wurde er Mitglied der USPD und 1923 wurde er als Bürgermeister von Höchst am Main (heute: Frankfurt-Höchst) gewählt. 1931 wurde er Mitglied in der Berliner Stadtverordnetenversammlung. Nach der Machtübernahme durch die Nationalsozialisten wurde er zuerst beurlaubt und später entlassen. Zusammen mit seiner Frau Margarete Asch und seinen drei Töchtern emigrierte er im Herbst 1933 in die Niederlande. Nach dem erfolgreichen Westfeldzug und dem Einmarsch deutscher Truppen in die Niederlande nahm er sich am 15. Mai 1940 das Leben. Seine Frau und zwei seiner Töchter wurden in das Vernichtungslager Sobibor deportiert. Seine dritte Tochter emigrierte 1939 nach Palästina. |
|      | Alice Bachrach           | Am Hirschsprung 61        |                           | 21. Juni 2022 | Alice Glaser kam am 6. April 1885 in Neumarkt (Schlesien), jetzt Sroda Slaska (Polen), als Tochter des Rechtsanwalts und Justizrates Paul Glaser und seiner Frau Amalie geborene Bottenbreiter zur Welt. Sie hatte eine 1883 geborene Schwester Charlotte Luise. Sie heiratete 1909 in Breslau den Diplom-Ingenieur Rudolf Bachrach. Am 8. August 1912 wurde in Berlin der einzige Sohn Karl geboren. Die Familie wohnte von 1927 bis März 1939 in ihrem Eigenheim Am Hirschsprung 61. Alices Mann war Direktor in der Firma Sachsenwerk Licht & Kraft A.G., auch war er zeitweilig stellvertretender Vorsitzender des Verbandes der deutschen Funkindustrie und Mitglied des Messeamtes der Stadt Berlin. Das Paar ließ sich am 17. August 1939 von Vikar Wolfgang Saß in der St.-Annen-Kirche evangelisch taufen. Sie mussten Anfang 1939 ihr Haus verlassen und in die Hektorstraße 3 nach Halensee ziehe, ein Judenhaus. Das einstige Haus der Bachrachs in Dahlem war ein Jahr unbewohnt, bevor es 1941 an den Konsul L. Happich überging. Im September 1942 wurden Alice und Rudolf Bachrach verhaftet und ins Sammellager Gerlachstraße 19/22 gebracht. Am 3. Oktober 1942 wurden sie mit dem „3. große Alterstransport“ vom Güterbahnhof Moabit aus ins Ghetto Theresienstadt deportiert. Am 22. November 1942 starb Rudolf dort im Alter von 65 Jahren angeblich an einer „Verstopfung der Kranzgefäße des Herzens“. Am 16. Mai 1944 wurde Alice Bachrach ins Konzentrations- und Vernichtungslager Auschwitz weiter deportiert, wo sie ermordet wurde. Ihr offizieller Todestag war der 8. Mai 1945. Der Sohn Karl war ab 1934 als Verkaufsleiter der Tegro Technische Großhandlungsgesellschaft m.b.H. beschäftigt. Im November 1938 wurde er verhaftet und im KZ Sachsenhausen bis zum 21. Dezember 1938 inhaftiert. Daraufhin entließ ihn sein Arbeitgeber. Am 21. März 1939 konnte er nach England fliehen, 1942 wurde er nach Kanada weitergeleitet, wo er bis Ende Januar 1942 in einem Flüchtlingslager war. Im Februar 1942 bekam er seine erste feste Anstellung. Karl blieb in Kanada, änderte 1944 seinen Namen in Charles Karl Barclay, heiratete und arbeitete als Kaufmann. |
|      | Rudolf Bachrach          | Am Hirschsprung 61        |                           | 21. Juni 2022 | Rudolf (Rudolph) Bachrach kam am 5. März 1877 in Schwalenberg (Lippe-Detmold) als Sohn des Samson Bachrach und seiner Frau Bella Berta geborene Michaelis zur Welt. Die Eheschließung von Rudolf und Alice erfolgte am 12. Oktober 1909 in Breslau. Am 8. August 1912 kam der einzige Sohn Karl in Berlin-Charlottenburg zur Welt. Die Familie wohnte von 1927 bis März 1939 in ihrem Eigenheim Am Hirschsprung 61. Rudolf Bachrach war Direktor in der Firma Sachsenwerk Licht & Kraft A.G., auch war er zeitweilig stellvertretender Vorsitzender des Verbandes der deutschen Funkindustrie und Mitglied des Messeamtes der Stadt Berlin. Das Paar ließ sich am 17. August 1939 von Vikar Wolfgang Saß in der St.-Annen-Kirche evangelisch taufen. Sie mussten Anfang 1939 ihr Haus verlassen und in die Hektorstraße 3 nach Halensee ziehen, ein Judenhaus. Das einstige Haus der Bachrachs in Dahlem war ein Jahr unbewohnt, bevor es 1941 an den Konsul L. Happich überging. Im September 1942 wurden Alice und Rudolf Bachrach verhaftet und ins Sammellager Gerlachstraße 19/22 gebracht. Am 3. Oktober 1942 wurden sie mit dem „3. große Alterstransport“ vom Güterbahnhof Moabit aus ins Ghetto Theresienstadt deportiert. Am 22. November 1942 starb Rudolf dort im Alter von 65 Jahren angeblich an einer „Verstopfung der Kranzgefäße des Herzens“. Am 16. Mai 1944 wurde Alice Bachrach ins Konzentrations- und Vernichtungslager Auschwitz weiter deportiert, wo sie ermordet wurde. Ihr offizieller Todestag war der 8. Mai 1945. Der Sohn Karl war ab 1934 als Verkaufsleiter der Tegro Technische Großhandlungsgesellschaft m.b.H. beschäftigt. Im November 1938 wurde er verhaftet und im KZ Sachsenhausen bis zum 21. Dezember 1938 inhaftiert. Daraufhin entließ ihn sein Arbeitgeber. Am 21. März 1939 konnte er nach England fliehen, 1942 wurde er nach Kanada weitergeleitet, wo er bis Ende Januar 1942 in einem Flüchtlingslager war. Im Februar 1942 bekam er seine erste feste Anstellung. Karl blieb in Kanada, änderte 1944 seinen Namen in Charles Karl Barclay, heiratete und arbeitete als Kaufmann. |
|      | Leo Berlak               | Habelschwerdter Allee 7   |                           | 15. Sep. 2007 | Leo Berlak kam am 22. Januar 1864 in Posen als erstes Kind des Hermann Berlak und seiner Frau Milka geborene Hirschfeld zur Welt. Seine Mutter starb, als er ein Jahr alt war. Sein Vater heiratete Caecilie Caro, die Halbgeschwister wurden geboren: Heinrich (1867), Albert (1869), Selma (1871) und Michael (1881). Sein Vater Hermann Berlak hatte einen Getreide- und Kartoffelhandel, in dem Leo mitarbeitete. Leo Berlak heiratete Sophie Merzbach, die Kinder kamen in Posen zur Welt: Milli 1895 und Hermann Ludwig 1896. Anfang der 1920er Jahre lebte Leo Berlak in Berlin und war für die von seinem Vater gegründete Firma Hermann Berlak, Getreide und Kartoffeln, tätig, die auch im Handelsregister eingetragen wurde, auch war er beteiligt an der Firma Polensky & Co.KG, Kartoffel- und Getreidegroßhandel. 1921 lebte Leo Berlak mit Frau und Kindern im eigenen Haus Werderstraße 7, (heute Habelschwerdter Allee). 1936 starb seine Frau, sein Sohn emigrierte nach England, nach 1939 auch seine Tochter Milli, 1938 wurden beide Firmen liquidiert. Leo Berlak musste noch einmal umziehen in das Haus Am Park 15 in Schöneberg. Am 3. Oktober 1942 wurde er von dort nach Theresienstadt deportiert, wo er am 14. April 1943 ermordet wurde. Der Stolperstein für Leo Berlak war bereits eine Woche nach Verlegung verschwunden, das entstandene Loch war aufgepflastert. Tatverantwortliche konnten nicht ermittelt werden. Ein zweiter Stein wurde knapp zwei Jahre später am 3. Juli 2010 verlegt. |
|      | Leopold Bloch            | Pacelliallee 57           | Lage                      | 27. Jan. 2023 | |
|      | Bernhard Einzig          | Hittorfstraße 16          |                           | 6. Juli 2010  | Bernhard Einzig, geboren am 12. November 1874 in Tschechien, betrieb in Berlin eine Kleiderfabrik. Er war seit dem 9. August 1896 mit Eugenie, geborene Weishaus, verheiratet. Nach der Aufteilung der Domäne Dahlem erwarb das Paar zu Beginn der 1920er Jahre das Grundstück Hittorfstraße 16 und errichtete dort eine Villa. Anfang der 1940er Jahre tauchte das Paar unter und unternahm schließlich im Juli 1943 einen Fluchtversuch in die Schweiz. Beim Verlassen des Zuges in Singen erfolgte eine Ausweiskontrolle, bei der Bernhard Einzig festgenommen wurde. Seine Frau, eine Freundin und eine Schleuserin entkamen und erreichten in der folgenden Nacht die Schweiz. Bernhard Einzig wurde am 4. August 1943 mit dem 95. Alterstransport in das KZ Theresienstadt deportiert. Im Dezember 1943 wurde er ermordet. Eugenie Einzig überlebte den Holocaust und lebte nach dem Krieg ab 1947 in England. Später kehrte sie nach Deutschland zurück, wo sie 1980 gestorben ist. |
|      | Curt Jakob Eisner        | Bachstelzenweg 16         | Lage                      | 5. März 2016  | Curt Jakob Eisner wurde am 28. April 1890 in Zabrze, Provinz Oberschlesien (heute: Zabrze, Woiwodschaft Schlesien) geboren. In den 1920er-Jahren war er Direktor der Rawack & Grünfeld Eisenerz AG. Von 1926 bis 1928 ließ er sich von dem Architekten Harry Rosenthal ein Haus in Berlin-Dahlem errichten. Dort wohnte er gemeinsam mit seiner Frau Erna Eisner und seinen Kindern Eva Eisner und Ruth Eisner. 1936 floh die Familie nach Den Haag in den Niederlanden. Im Rahmen des Westfeldzuges des Deutschen Reiches wurden die Niederlande 1940 besetzt, ab 1942 war die Familie Eisner gezwungen sich zu verstecken, um der Deportation aufgrund ihrer jüdischen Herkunft zu entgehen. Bis Kriegsende kamen sie bei verschiedenen Leuten in den Niederlanden unter. Die gesamte Familie überlebte den Holocaust. Eisner starb am 30. Dezember 1981 in Den Haag. |
|      | Erna Eisner              | Bachstelzenweg 16         | Lage                      | 5. März 2016  | Erna Eisner (geborene Grünthal) wurde am 19. November 1897 in Zabrze, Provinz Oberschlesien (heute: Zabrze, Woiwodschaft Schlesien) geboren. Sie heiratete Curt Jakob Eisner, der Direktor der Rawack & Grünfeld Eisenerz AG war. Von 1926 bis 1928 ließ dieser sich und seiner Familie von dem Architekten Harry Rosenthal ein Haus in Berlin-Dahlem errichten. Dort wohnte Erna Eisner mit ihrem Mann und ihren Kindern Eva und Ruth Eisner. 1936 floh die Familie nach Den Haag in den Niederlanden. Im Rahmen des Westfeldzuges des Deutschen Reiches wurden die Niederlande 1940 besetzt, ab 1942 war die Familie Eisner gezwungen sich zu verstecken, um der Deportation aufgrund ihrer jüdischen Herkunft zu entgehen. Bis Kriegsende kamen sie bei verschiedenen Leuten in den Niederlanden unter. Die gesamte Familie überlebte den Holocaust. Erna Eisner starb am 6. November 1981 in Den Haag. |
|      | Eva Eisner               | Bachstelzenweg 16         | Lage                      | 5. März 2016  | Eva Eisner wurde am 29. Oktober 1924 geboren. Sie war die Tochter des Unternehmensdirektors Curt Jakob Eisner und seiner Frau Erna Eisner. Von 1926 bis 1928 ließ dieser sich und seiner Familie von dem Architekten Harry Rosenthal ein Haus in Berlin-Dahlem errichten. Dort wohnte die Familie, bis diese 1936 nach Den Haag in den Niederlanden fliehen musste. Im Rahmen des Westfeldzuges des Deutschen Reiches wurden die Niederlande 1940 besetzt, ab 1942 war die Familie Eisner gezwungen sich zu verstecken, um der Deportation aufgrund ihrer jüdischen Herkunft zu entgehen. Bis Kriegsende kamen sie bei verschiedenen Leuten in den Niederlanden unter. Die gesamte Familie überlebte den Holocaust. Eva Eisner starb am 24. November 1965 in Amsterdam. |
|      | Ruth Eisner              | Bachstelzenweg 16         | Lage                      | 5. März 2016  | Ruth Eisner wurde am 10. Juni 1920 geboren. Sie war die Tochter des Unternehmensdirektors Curt Jakob Eisner und seiner Frau Erna Eisner. Von 1926 bis 1928 ließ dieser sich und seiner Familie von dem Architekten Harry Rosenthal ein Haus in Berlin-Dahlem errichten. Dort wohnte die Familie, bis diese 1936 nach Den Haag in den Niederlanden fliehen musste. Im Rahmen des Westfeldzuges des Deutschen Reiches wurden die Niederlande 1940 besetzt, ab 1942 war die Familie Eisner gezwungen sich zu verstecken, um der Deportation aufgrund ihrer jüdischen Herkunft zu entgehen. Bis Kriegsende kamen sie bei verschiedenen Leuten in den Niederlanden unter. Die gesamte Familie überlebte den Holocaust. Ruth Eisner verstarb am 9. November 2009 in Loenen aan de Vecht. |
|      | Lussja Firle             | Breitenbachplatz 18       |                           | 5. Mai 2024   | |
|      | Otto Firle               | Breitenbachplatz 18       |                           | 5. Mai 2024   | |
|      | Gerhard Fuchs            | Schweinfurthstraße 90     | Lage                      | 27. März 2015 | Gerhard Fuchs kam am 19. Juli 1894 in Kreuzburg/Schlesien als Sohn des Arztes Dr. Ferdinand Fuchs und seiner Frau Emilie geborene Zimmermann zur Welt. Seine Brüder waren Erich (1897) und Hans (1899). Gerhard Fuchs wurde Diplomingenieur und Patentanwalt. Er heiratete Käthe Hecht, die Tochter Renate kam am 27. März 1923 auf die Welt. Die Familie wohnte zuerst in der Parkstraße 6 in Dahlem (heute Bernadottestraße), später in der Schweinfurthstraße 90. Das Büro von Gerhard Fuchs befand sich Unter den Linden. 1938 emigrierte Gerhard Fuchs mit seiner Frau und seiner Tochter nach Schweden. Er starb 1961 in Stockholm. |
|      | Käthe Fuchs              | Schweinfurthstraße 90     | Lage                      | 27. März 2015 | Käthe Hecht kam 1901 in einer jüdischen Familie auf die Welt, sie heiratete den Diplomingenieur und Patentanwalt Gerhard Fuchs. Die Tochter Renate wurde am 27. März 1923 geboren. Die Familie wohnte in Dahlem, zuerst in der Parkstraße (heute Bernadottestraße) und später in der Schweinfurthstraße 90. 1938 emigrierte Käthe Fuchs mit ihrem Mann und ihrer Tochter nach Schweden. Sie starb 1968 in Stockholm. |
|      | Renate Fuchs             | Schweinfurthstraße 90     | Lage                      | 27. März 2015 | Renate Fuchs kam am 27. März 1923 als Tochter des Diplomingenieurs und Patentanwalts Gerhard Fuchs und seiner Frau Käthe geborene Hecht zur Welt. Sie emigrierte mit ihren Eltern im Jahr 1938 nach Schweden. |
|      | Ludwig Fulda             | Miquelstraße 86           |                           | Juli 2010     | Ludwig Anton Salomon Fulda wurde am 15. Juli 1862 in Frankfurt am Main geboren. Er beging am 30. März 1939 in Berlin Suizid. - siehe Hauptartikel: Ludwig Fulda |
|      | Julius Gerson            | Im Dol 23                 |                           | 23. März 2023 | Julius Gerson kam am 28. Juli 1868 in Frankfurt/Oder als Sohn des David Gerson und seiner Frau Pauline geborene Schulvater zur Welt. Seine Geschwister waren: Rosamunde (1861), Franziska (1863), Jenny (1864), Georg (1866), Martha (1869), Martin (1871) und Richard (1875). Um 1900 zog Julius Gerson mit seinen Brüdern Georg und Martin nach Berlin und gründete mit ihnen mehrere innovative Unternehmen, so eine Treibhausgesellschaft, die Patente zur Spargelzucht und Regulierung der Bodentemperatur begründete, auch übernahm er eine Druckerei mit Luxuskartenfabrik in der Köpenicker Straße 110 („Pittius“-Druckerei), die eine Steindruckerei und Postkartendruckerei betrieb, und er gründete die Firma Sachsenbrot und die Hafermühle Wriezen. 1905 heiratete Julius Gerson Beile genannt Betty Sternberg, sein Bruder Martin heiratete deren Schwester Rosa Sternberg. Ihre Ehefrauen waren beide Töchter des Spandauer Kaufmanns Salomon Sternberg, dessen Bruder Selig Sternberg das Kaufhaus Sternberg am Markt in Spandau führte. Julius Gerson wohnte mit seiner Familie zunächst in Grunewald, Auerbachstraße 17a, ab 1913 im eigenen Haus in Dahlem, Im Dol 23, sein Bruder Martin wohnte nebenan Im Dol 21. Julius und Betty Gerson hatten drei Kinder, Rudolf (1906–1906), Eva (1908–2004) und Heinrich (? –1948). Julius Gerson war seit 1898 Sozialdemokrat, ab 1917 USPD-Mitglied. Die Brüder Gerson unterstützten u. a. Rosa Luxemburg und deren Weggefährten Leo Jogiches, Käthe und Herrmann Duncker sowie andere politisch Verfolgte. Julius Gerson hatte Kontakt zu Franz Mehring, Hugo Haase, Robert Dittmann und Klara Zetkin. Schon vor 1914 engagierte er sich in pazifistischen Kreisen des Bund Neues Vaterland um Hellmut Gerlach. In den 1920er Jahren engagierte sich Julius Gerson in der Liga für Menschenrechte; die benachbarten Häuser beider Gersons Im Dol waren ein Treffpunkt des linksliberalen sozialistischen Berlins. Betty Gerson starb 1925 in Bad Nauheim. Eva heiratete den rumänischen Schriftsteller Valeriu Marcu, der u. a. eine Biographie Wilhelm Liebknechts geschrieben hat und Trauerreden für Paul Levi 1930 und in Paris für Willi Münzenberg 1938 hielt. 1937 folgte Julius Gerson seiner bereits früher emigrierten Tochter ins französische Nizza, wo seine Enkelin Monica 1934 geboren war. Seine Firmen wurden arisiert, die ihm gehörenden Grundstücke musste er verkaufen. Julius Gerson wurde in Frankreich verhaftet und über das Sammellager Drancy am 15. März 1944 nach Karlsruhe in die Untersuchungshaftanstalt Karlsruhe gebracht, wo er am 22. März 1944 ermordet wurde. Auf dem dortigen jüdischen Friedhof wurde er beigesetzt. Seine Tochter Eva konnte mit Valeriu Marcu und Monica von Lissabon im April 1941 in die USA entkommen. Sein Sohn Heinrich war nach Palästina ausgewandert und hatte auf Seiten der britischen Truppen gegen die deutschen Truppen gekämpft. 1948 beging er Suizid auf dem Landgut La Ferrage bei Grasse, das sein Vater ihm noch gekauft hatte. Für seinen Bruder Martin liegt ein Stolperstein vor dem Haus Hohenzollerndamm 35a. |
|      | Lucie Gerson             | Im Dol 23                 |                           | 3. Aug. 2023  | Lucie Charlotte Hulda Gerson kam am 9. Juni 1895 in Berlin als Tochter des Georg Gerson und seiner Frau Martha geborene Schulvater zur Welt. Ihre Schwestern waren Edith (1896) und Käte (1905). Ihr Vater betrieb einen Adresshandel, Lucie und ihre Schwestern wuchsen großbürgerlich mit Dienstmädchen auf. Die Familie zog oft um, so in die Geisbergstraße, in die Joachimsthaler Straße und in die Schlüterstraße. Lucie arbeitete wohl in der Luxuskartenfabrik ihres Onkels Julius, genoss daneben aber die Freuden des Lebens. Sie lebte wohl im Haus ihres Onkels Martin Gerson in Dahlem, Im Dol 21, auf Wunsch der Familie wurde der Stolperstein aber vor das Haus ihres Onkels Julius, die Nr. 23, gelegt. Lucie lebte wohl seit 1935 im Judenhaus Babelsberger Straße 52. Von dort wurde sie am 28. März 1942 nach Piaski, Polen, deportiert. Ihr letztes Lebenszeichen ist eine Karte an den Hausverwalter Otto Wentzel vom 22. April 1942 aus Piaski, in der sie um Lebensmittel bat. Ihr Todestag ist unbekannt. Ihre Schwester Edith emigrierte im Jahr 1934 nach England. Die andere Schwester Käte wurde im März 1943 von der SS abgeholt und überlebte dank der Proteste in der Rosenstraße. |
|      | Edda Edith Hagelberg     | Schwendenerstraße 46      |                           | 25. Mai 2014  | Edda Löwenthal kam am 31. Mai 1881 in Berlin als Tochter des Verlagsbuchhändlers Salo Löwenthal und seiner Frau Guta Henriette geborene Löwenthal zur Welt. 1908 heiratete sie den Rechtsanwalt Ernst Hagelberg, dabei gab sie unter Religion dissidentisch an. Die Töchter wurden geboren: am 26. Juni 1909 Lotte und am 15. Juli 1910 Rita Jutta. Ernst Hagelberg hatte sein Büro in der Charlottenstraße, später in der Friedrichstraße und ab 1930 in der Joachimsthaler Straße. Privat wohnte die Familie seit den 1920er Jahren in Dahlem, Humboldtstraße 46 (heute Schwendenerstraße). Nach der Machtübernahme der Nazis konnte Ernst Hagelberg noch bis 1936 als Anwalt tätig sein, danach wurde dies untersagt. Ihr Mann musste das Haus verkaufen und die Familie zog in den Kaiserdamm 72. Die Tochter Rita floh nach England, Edda Hagelberg wurde mit ihrem Mann Ernst und der Tochter Lotte am 19. Oktober 1942 nach Riga deportiert und dort am 22. Oktober 1942, dem Tag ihrer Ankunft, in den umliegenden Wäldern erschossen. |
|      | Ernst Hagelberg          | Schwendenerstraße 46      |                           | 25. Mai 2014  | Ernst Anton Hagelberg kam am 12. Juli 1876 in Berlin als Sohn des Zahnarztes Moses Max Hagelberg und seiner Frau Clara Augusta geborene Dewitz zur Welt. Er hatte einen Bruder Emil. Ernst Hagelberg studierte an der Universität Halle Jura, wurde promoviert und ließ sich in Berlin als Rechtsanwalt nieder. 1908 heiratete er Edda Löwenthal, die Töchter wurden geboren: am 26. Juni 1909 Lotte und am 15. Juli 1910 Rita Jutta. Ernst Hagelberg hatte sein Büro in der Charlottenstraße, später in der Friedrichstraße und ab 1930 in der Joachimsthaler Straße. Privat wohnte die Familie seit den 1920er Jahren in Dahlem, Humboldtstraße 46 (heute Schwendenerstraße). Nach der Machtübernahme der Nazis konnte Ernst Hagelberg noch bis 1936 als Anwalt tätig sein, danach wurde dies untersagt. Ernst Hagelberg musste das Haus verkaufen und mit seiner Familie an den Kaiserdamm 72 ziehen. Die Tochter Rita floh nach England, Ernst Hagelberg wurde mit seiner Frau Edda und der Tochter Lotte am 19. Oktober 1942 nach Riga deportiert und dort am 22. Oktober 1942, dem Tag ihrer Ankunft, in den umliegenden Wäldern erschossen. |
|      | Lotte Hagelberg          | Schwendenerstraße 46      |                           | 25. Mai 2014  | Lotte Hagelberg kam am 26. Juni 1909 in Berlin als Tochter des Rechtsanwalts Ernst Hagelberg und seiner Frau Edda geboren Löwenthal zur Welt. Sie hatte eine jüngere Schwester Rita. 1939 lebte Lotte noch bei ihren Eltern in Dahlem in der Humboldtstraße 46 (heute Schwendenerstraße), ihre Schwester Rita floh am 20. Juni 1939 nach England. Ihr Vater musste das Haus verkaufen und die Familie zog in den Kaiserdamm 72. Am 19. Oktober 1942 wurde Lotte mit ihren Eltern nach Riga deportiert und nach ihrer Ankunft am 22. Oktober 1942 in den umliegenden Wäldern erschossen. |
|      | Bianka Irma Hamburger    | Englerallee 6             |                           | 4. Apr. 2011  | eine ausführliche Biografie befindet sich hier: |
|      | Emma Herrmann            | Schorlemerallee 20        |                           | 9. Okt. 2020  | Emma Esther Gumpel kam am 10. September 1867 in Lübeck als Tochter des Kaufmanns Falck Salomon (Ferdinand) Gumpel und seiner Frau Cäcilie geborene Bernhard zur Welt. Ihr Vater handelte mit Leder- und Galanteriewaren. Sie war das älteste Kind, es folgten Salomon, geboren am 25. November 1868, Berthold, geboren am 20. Mai 1870, dann kamen Julie, 14. März 1872, Martha, 10. Dezember 1874 und Hermann am 22. März 1876. Emma heiratete am 21. Mai 1886 in Berlin den Kaufmann Salomon Herrmann, der am 19. November 1853 in Landsberg an der Warthe geboren war. Er war Hutfabrikant, zusammen mit seinen Brüdern Moritz und Gustav betrieb er in Luckenwalde eine Hutfabrik. Emma und Salomon Herrmann lebten in Luckenwalde, wo die Kinder zur Welt kamen: Julie am 12. März 1887, Martha am 27. Juni 1889, Fritz am 17. November 1890, Heinrich am 21. November 1893, Siegfried am 20. April 1902 und David Kurt am 24. Dezember 1903. Salomon Herrmann war von 1885 bis 1903 Repräsentant in der Jüdischen Gemeinde Luckenwalde und von 1903 bis 1925 Vorstandsvorsteher. Er förderte entscheidend den Synagogenbau in Luckenwalde. Der junge Architekt Erich Mendelsohn erhielt von den Brüdern Herrmann die ersten kleineren Aufträge, von 1921 bis 1923 baute Erich Mendelsohn dann die neue Hutfabrik in Luckenwalde. Der expressionistische Industriebau steht heute unter Denkmalschutz. Mitte der Zwanziger Jahre baute Salomon Herrmann auf einem Grundstück in Berlin-Dahlem, Schorlemerallee 20, für sich und seine Familie ein Haus. Als er am 17. Februar 1929 starb, erbten seine Frau und seine Kinder. Emma Herrmann blieb bis 1938 Eigentümerin und Bewohnerin des Hauses in der Schorlemerallee. Am 3. Dezember 1938 wurde sie zum Verkauf des Hauses gezwungen, über den Kaufpreis konnte sie nicht frei verfügen. Sie zog als Untermieterin zu der verwitweten Frau Conrad in die Prinzregentenstraße 6. Seit dem 19. September 1941 musste sie den Judenstern tragen. Aus der Prinzregentenstraße 6 wurde sie am 25. August 1942 nach Theresienstadt deportiert, dort starb sie am 8. September 1942. Ihre Kinder konnten alle emigrieren. |
|      | Dora Kiefe               | Gelfertstraße 47A         |                           | 21. März 2025 | |
|      | Friedrich Kiefe          | Gelfertstraße 47A         |                           | 21. März 2025 | |
|      | Therese Margot Kiefe     | Gelfertstraße 47A         |                           | 21. März 2025 | |
|      | Lotte Korn               | Königin-Luise-Straße 83   |                           | 14. Dez. 2015 | Lotte Korn kam am 21. Juli 1906 in Königsberg als Tochter des praktischen Arztes Dr. Georg Korn und seiner Frau Paula Sophie geborene Bodenstein zur Welt. Ihr Bruder Heinz war bereits 1904 geboren. Sie wurde vermutlich technisch-medizinische Assistentin. Ab 1935 arbeitete sie als Sprechstundenhilfe bei dem Arzt Dr. Victor Aronstein in Hohenschönhausen. 1939 lebte Lotte mit ihren Eltern in der Königin-Luise-Straße 83, die Familie musste noch in die Landshuter Straße 4 umziehen. Lotte soll freiwillig mit Victor Aronstein am 1. November 1941 in das Ghetto Litzmannstadt gegangen sein und dort im Krankenhaus gearbeitet haben. Auf der Liste der Eingesiedelten erschienen sie schon als Ehepaar. Lotte Aronstein kam zu einem unbekannten Zeitpunkt zu Tode, Victor Aronstein wurde noch ins KZ Auschwitz verschleppt, wo er ermordet wurde. Lottes Vater starb am 15. April 1941 in Berlin, ihrer Mutter gelang die Flucht in die Schweiz im Mai 1942. |
|      | Siegfried Ksinski        | Pacelliallee 57           | Lage                      | 27. Jan. 2023 | |
|      | Ellen Levy               | Auf dem Grat 43           | Lage                      | 3. März 2015  | Ellen Levy kam am 2. November 1929 in Berlin als Tochter des Agenten Max Levy und seiner Frau Erna geborene Adam zur Welt. Sie hatte eine jüngere Schwester Hella, die 1921 geboren wurde. Die Familie lebte in einem Haus in Dahlem, Auf dem Grad 43, das ihrer Mutter gehörte. Ellen wurde Kindergärtnerin und legte dafür das Staatliche Examen ab. 1939 musste ihre Mutter das Haus verkaufen, die Familie zog in das Haus Stuttgarter Platz 6. Von dort wurden alle vier Familienmitglieder am 3. März 1943 im Rahmen der Fabrikaktion in das KZ Auschwitz deportiert. Von keinem ist ein Todesdatum bekannt. |
|      | Erna Levy                | Auf dem Grat 43           | Lage                      | 3. März 2015  | Erna Margarete Adam kam am 6. November 1893 in Berlin als Tochter des Hermann Adam und seiner Frau Eugenie geborene Wertheimer zur Welt. 1914 heiratete sie den Agenten Max Levy, der vermutlich ihr Cousin war. Die Töchter wurden geboren: Ellen am 2. November 1919 und Hella am 6. Februar 1921. 1923 kaufte Erna Levy das Grundstück Auf dem Grat 43 und ließ ein Haus für die Familie bauen, in dem sie seitdem lebte. Wegen der Diskriminierung der Juden musste Erna Levy das Haus 1939 verkaufen. Die Familie zog gezwungenermaßen in das Haus Stuttgarter Platz 6 aus dem sie am 3. März 1943 im Rahmen der Fabrikaktion in das KZ Auschwitz deportiert wurde. Von keinem Familienmitglied ist ein Todesdatum bekannt. |
|      | Hella Levy               | Auf dem Grat 43           | Lage                      | 3. März 2015  | Hella Levy kam am 6. Februar 1921 in Berlin als jüngste Tochter des Agenten Max Levy und seiner Frau Erna geborene Adam zur Welt. Sie hatte eine ältere Schwester Ellen. Die Familie lebte in einem Haus in Dahlem, Auf dem Grad 43, das ihrer Mutter gehörte. Ihre Schwester Ellen wurde Kindergärtnerin und legte dafür das Staatliche Examen ab. Welche Ausbildung Hella erhielt, ist unbekannt. 1939 musste ihre Mutter das Haus verkaufen, die Familie zog in das Haus Stuttgarter Platz 6. Von dort wurden alle vier Familienmitglieder am 3. März 1943 im Rahmen der Fabrikaktion in das KZ Auschwitz deportiert. Von keinem ist ein Todesdatum bekannt. |
|      | Max Levy                 | Auf dem Grat 43           | Lage                      | 3. März 2015  | Max Levy kam am 1. Dezember 1883 in Leipzig als Sohn des Kaufmanns Isidor Levy und seiner Frau Emma Henriette geborene Wertheimer zur Welt. Als er 1914 in Berlin Erna Margarete Adam heiratete, wohnte er schon in Berlin und bezeichnete sich als Agent. Die Töchter wurden geboren: Ellen am 2. November 1919 und Hella am 6. Februar 1921. 1923 kaufte Erna Levy das Grundstück Auf dem Grat 43 und ließ ein Haus für die Familie bauen, in dem sie seitdem lebte. 1938 musste seine Frau das Haus verkaufen, die Familie zog in den Stuttgarter Platz 6, von wo sie am 3. März 1943 im Rahmen der Fabrikaktion in das KZ Auschwitz deportiert wurde. Von keinem Familienmitglied ist ein Todesdatum bekannt. |
|      | Margarete Mauthner       | Im Dol 42                 |                           | 8. Okt. 2022  | |
|      | Martin Meirowsky         | Englerallee 6             |                           | 4. Apr. 2011  | Martin Meirowsky kam am 25. Februar 1870 in Danzig als Sohn des Philipp Meirowsky und seiner Frau Bertha geborene Sternfeld zur Welt. Seine Mutter ging 1888 zum Standesamt in Danzig und zeigte die Geburten ihrer vier Kinder an: 1862 Selma, 1867 Meta, 1870 Martin und 1872 Paula. Für diese späte Anzeige der Geburten wies sie eine Genehmigung der Aufsichtsbehörde vor. Der Vater Philipp starb vor 1910 und die anderen Familienmitglieder zogen nach Berlin in die Geisbergstraße 40. Von 1915 bis 1925 war die Mutter Bertha Meirowsky die Hauptmieterin, danach Martin, der sich als Kaufmann bezeichnete, nach ihm wohnten seine Schwestern Selma und Meta dort. Anfang der 1930er Jahre wurde Martin Prokurist und wohnte in der Steglitzer Opitzstraße 5 bis 1939. Er soll verheiratet gewesen sein, wurde aber wieder geschieden. Im Mai 1939 wohnte er im Haus Englerallee 6, dessen Eigentümerin Bianka Hamburger war. Er musste noch in die Sächsische Straße 72 ziehen, wo er am 14. Januar 1943 Suizid verübte. Seine Schwestern Selma und Meta fielen dem Holocaust zum Opfer. |
|      | Ida Meyerhardt           | Unter den Eichen 65       | 52.445738 13.29323        | 1. Dez. 2005  | Ida Cohn kam am 8. April 1866 in Konitz/Westpreußen als Tochter des Nathan Cohn und seiner Frau Johanna geborene Davidsohn zur Welt. Sie heiratete den Sanitätsrat Dr. Sally Meyerhardt, der Haut-, Harn- und Haarleiden behandelte. Die erste Tochter Käthe Ulrica kam am 29. Mai 1897 in Friedeberg/Neumark zur Welt, die zweite Tochter, Alice, kam am 22. Februar 1900 bereits in Berlin zur Welt. Sally Meyerhardt ließ sich mit Familie zunächst in der Münzstraße nieder, später in der Münchener Straße 33. 1937 starb Sally Meyerhardt, daraufhin zog Ida Meyerhardt in die Nürnberger Straße 37 zusammen mit Edith Hermann geborene Rosenthal. Sie mussten beide noch ausziehen, Ida Meyerhardt in das Haus Unter den Eichen 65. Von dort aus wurde sie am 3. Oktober 1942 nach Theresienstadt deportiert, wo sie am 18. November 1942 ermordet wurde. Ihre Tochter Alice hatte Ernst Mendelsohn geheiratet, sie wurden zusammen mit der 1929 geborenen Tochter Eva am 2. März 1943 in das KZ Auschwitz deportiert. Die Tochter Käthe hatte zunächst den Arzt Rudolf Hellering geheiratet, war 1930 geschieden worden und in die USA ausgewandert, dort heiratete sie noch einmal und starb 1995 in Los Angeles. |
|      | Emil Milch               | Rheinbabenallee 49        |                           | 3. Juli 2010  | Emil Milch wurde am 2. Januar 1883 in Smyrna/Izmir/Osmanisches Reich in eine jüdische Familie geboren. Er hatte zwei Schwestern, die 1881 geborene Else und die 1887 geborene Adela. Emil Milch wurde Textilkaufmann und heiratete die nichtjüdische Wilhelmine. Der Sohn Walter wurde am 10. Dezember 1915 in Athen geboren, die Tochter Ernestine folgte und am 21. November 1919 kam in Athen der Sohn Erich zur Welt. 1924 lebte Emil Milch mit seiner Familie in der Rheinbabenallee 49 in Dahlem, ab 1925 als Eigentümer des Hauses. 1939 war er nicht mehr dort gemeldet, bei der Volkszählung 1939 lebte er mit seinem Sohn Walter in der Regensburger Straße 4. Emil Milch wurde am 2. Februar 1945 aus der Regensburger Straße 4 deportiert, der Transport war für Sachsenhausen vorgesehen, wurde dann nach Theresienstadt umgeleitet. Auf der Liste wird Emil Milch als Buchhalter bezeichnet. Aus Theresienstadt stammt auch eine Karteikarte, auf der neben dem Namen von Emil Milch dessen Geburtsdatum und das Todesdatum 20. März 1945 vermerkt ist. Es ist anzunehmen, dass Emil Milch in Theresienstadt ermordet wurde. Seine beiden Schwestern, Else Ritscher und Adela Neustadtl, wurden ermordet, seine drei Kinder überlebten. |
|      | Edith Müller             | Waltraudstraße 27         |                           | 3. Juli 2010  | Edith Wertheim kam am 18. März 1898 in Berlin als Tochter des Gerson genannt Gustav Wertheim und seiner Frau Henriette geborene Levy zur Welt. Ihre Schwestern waren Wally (1897) und Lilli (1901), ihr Vater war ein erfolgreicher Wäschefabrikant. Edith heiratete 1919 den Juristen Johannes Müller, der am 6. November 1893 in Berlin geboren war. Die Töchter wurden geboren: Ellen Marion am 26. September 1920 und Inge Margot am 7. November 1927. Ihr Mann, der sich später Jean Paul Müller nannte, wurde promoviert und war in Berlin als Rechtsanwalt tätig, u. a. war er Berater des Landesverbandes Groß-Berlin des Stahlhelm, Bund der Frontsoldaten. Die Familie lebte in Zehlendorf (heute Dahlem), Waltraudstraße 27. Am 1. August 1933 emigrierte die Familie nach Frankreich und lebte von 1933 bis 1938 in Neuilly, damals betätigte sich Jean Paul Müller als Filmproduzent. 1939 zogen sie nach Paris, 1940 nach Pau und schließlich nach Nizza. 1943 floh Jean Paul Müller nach Paris und lebte dort im Untergrund. Edith Müller wurde im September 1943 verhaftet, ins Sammellager Drancy gebracht und am 28. Oktober 1943 von dort in das KZ Auschwitz. Ihr Todesdatum ist nicht bekannt. Ihrem Mann Jean Paul Müller gelang es während der Okkupation in die USA zu gelangen, wo er seinen Lebensunterhalt als Barkeeper verdiente. Die Töchter überlebten, Ellen Marion heiratete Pierre Haymann, zog nach England, bekam zwei Kinder und starb 2010 in London. Ihre Schwester Inge Margot nannte sich später Huguette und heiratete James Carlton, sie wohnten in San Francisco. |
|      | Adolf Orgler             | Im Dol 42                 |                           | 8. Okt. 2022  | |
|      | Edith Orgler             | Im Dol 42                 |                           | 8. Okt. 2022  | |
|      | Else Orgler              | Im Dol 42                 |                           | 8. Okt. 2022  | |
|      | Friedrich Orgler         | Im Dol 42                 |                           | 8. Okt. 2022  | |
|      | Hans Orgler              | Im Dol 42                 |                           | 8. Okt. 2022  | |
|      | Irmgard Orgler           | Im Dol 42                 |                           | 8. Okt. 2022  | |
|      | Klara Rawack             | Ihnestraße 47             |                           |               | Klara Saloschin kam am 20. April 1883 in Lissa/Posen in einer jüdischen Familie zur Welt. Sie zog nach Berlin und heiratete Richard Rawack, der am 5. Oktober 1875 in Berlin geboren war. Ihr Mann war Kaufmann und wurde später Bücherrevisor. Das Paar hatte vermutlich keine Kinder. Zunächst lebten sie in der Lothringer Straße, dann in der Bozener Straße 28 und schließlich in der Ihnestraße 47 im eigenen Haus. Ihrem Mann gehörte noch ein Grundstück in der Boddinstraße 12. Das Paar musste nach 1939 ausziehen und als Untermieter in die Bleibtreustraße 37 zu Hirschlaff ziehen. Von dort wurden sie mit dem ersten Transport von Berlin am 18. Oktober 1941 in das Ghetto Litzmannstadt deportiert. Sie wohnten dort in der Hohensteinstraße 37. Am 5. April 1942 erhielt Klara Rawack die Genehmigung einen Ausnahmebrief zu schreiben, das war ihr letztes Lebenszeichen. Am 26. April 1942 starb ihr Mann an den erbärmlichen Verhältnissen im Ghetto. Klara Rawack wurde am 15. Mai 1942 nach Kulmhof deportiert und am selben Tag ermordet. |
|      | Friedrich Rosenthal      | Im Dol 67a                |                           | 4. Apr. 2011  | Friedrich Fritz Rosenthal kam am 15. Oktober 1896 in Berlin in einer jüdischen Familie zur Welt. Er wurde Kaufmann und wohnte 1939 in der Englerallee 6. Am 8. Mai 1940 heiratete er Hildegard Laubhardt, die aus einem jüdischen Elternhaus stammte, evangelisch erzogen wurde, aber wieder zum Judentum konvertierte. Deswegen galt sie bei den Nazis als „Geltungsjüdin“. Das Paar erhielt Unterstützung von mit Hildegard befreundeten Quäkern. Am 11. Dezember 1942 verließen sie Berlin und tauchten unter, zunächst in Mannheim und später in Saarbrücken. Am 12. April 1943 wurde das Paar in Saarbrücken von der Gestapo verhaftet, Fritz Rosenthal nahm sich mit Zyankali das Leben, Hildegard Rosenthal wurde nach Berlin überstellt und verhört. Am 29. Juni 1943 wurde sie nach Theresienstadt deportiert und 12. Oktober 1944 weiter in das KZ Auschwitz. Für sie liegt seit 2018 ein Stolperstein vor dem Haus Im Dol 67 a, für ihren Mann lag ein Stolperstein seit 2011 vor der Englerallee 6. Am 9. Oktober 2020 wurde dieser Stolperstein für Friedrich Rosenthal zu demjenigen für seine Frau verlegt. |
|      | Hildegard Rosenthal      | Im Dol 67a                |                           | 9. Nov. 2018  | Hildegard Laubhardt kam am 20. Mai 1896 in Berlin als Tochter des Amtsgerichtsrats Ernst Laubhardt geborener Lewinsohn und seiner Frau Margarete geborene Dammer zur Welt. Ihr Bruder Rudolf war 1895 geboren, ihre Schwester Ilse 1897 und Eva 1904. Die Familie gehörte der evangelischen Kirche an. Der Vater war lange Zeit Amtsrichter in Bunzlau, wo seine Kinder aufwuchsen. Hildegard besuchte das Gymnasium in Droyßig, Sachsen-Anhalt, und vermutlich anschließend dort das Lehrerinnenseminar. Hildegard und ihre Schwester Ilse konvertierten zum Judentum und emigrierten nach Palästina. In den 1930er Jahren kehrte Hildegard nach Deutschland zurück und arbeitete als Lehrerin in der Jüdischen Privatschule von Lotte Kaliski, später in der Kinder- und Jugend-Alijah, in der jüdische Kinder auf die Auswanderung nach Palästina vorbereitet wurden. Am 8. Mai 1940 heiratete sie den jüdischen Kaufmann Friedrich (Fritz) Rosenthal und wurde nun von den Nazis als „Geltungsjüdin“ klassifiziert und von der Deportation bedroht, auch musste sie Zwangsarbeit in einer Wäscherei leisten. Sie und ihr Mann erhielten Hilfe von einer befreundeten Quäkerin aus Mannheim, die sie mit Geld und Lebensmittelmarken unterstützten. Am 11. Dezember 1942 verließen Hildegard und Fritz Berlin und tauchten unter. Sie wurden bei verschiedenen Familien versteckt, auch bei der Familie der befreundeten Quäkerin. Am 12. April 1943 wurden sie in Saarbrücken verhaftet, ihr Mann Fritz beging Suizid mit Zyankali, Hildegard wurde nach Berlin gebracht und verhört. Am 29. Juni 1943 wurde sie zunächst nach Theresienstadt deportiert und am 12. Oktober 1944 weiter in das KZ Auschwitz, wo sie vermutlich sofort ermordet wurde. Für ihren Mann Fritz lag ein Stolperstein vor dem Haus Englerallee 6, in dem er 1939 wohnte, dieser wurde am 9. Oktober 2020 verlegt vor das Haus Im Dol 67a. |
|      | Thekla Schoenbeck        | Pacelliallee 57           | Lage                      | 27. Jan. 2023 | |
|      | Clara Semmel             | Pacelliallee 21           |                           | 24. Feb. 2021 | |
|      | Richard Semmel           | Pacelliallee 21           |                           | 24. Feb. 2021 | |
|      | Ernst von Simson         | Messelstraße 9            | Lage                      | 5. Mai 2024   | |
|      | Martha von Simson        | Messelstraße 9            | Lage                      | 5. Mai 2024   | |
|      | Gustav Stolper           | Englerallee 25            |                           | 14. Nov. 2015 | |
|      | Toni Stolper             | Englerallee 25            |                           | 14. Nov. 2015 | |
|      | „Fanny“ Franziska Thoman | Koserstraße 21            |                           | 25. Sep. 2006 | „Fanny“ Franziska Thoman kam am 23. Dezember 1881 in Sobrance im Kaiserreich Österreich-Ungarn (heute Ostslowakei) in einer jüdischen Familie zur Welt. Sie zog nach Berlin und heiratete 1923 den Weinhändler Ignatz Thoman. Dieser war am 13. Mai 1861 ebenfalls in Sobrance geboren. Ignatz hatte zunächst Selma Kirschner geheiratet, die Kinder Erich und Bertha wurden geboren, Erich starb 1908, die Tochter Bertha heiratete 1913 Dr. Max Kirschner und starb 1914. Selma Thoman starb 1922. Ignatz Thoman baute ein Haus in Dahlem, Koserstraße 21, die mit ihm verwandte Franziska zog als seine zweite Ehefrau dort ein, sie hatte die tschechische Staatsangehörigkeit. Bei der Volkszählung 1939 lebte bei ihnen Dr. iur Zoltan Thoman, geborener Goldberger, ein Neffe von Franziska. Am 10. Oktober 1939 starb Ignatz Thoman. Seine Witwe Franziska musste das Haus für 80.000,-- RM verkaufen, erhielt allerdings nichts von dem Kaufpreis. Franziska Thoman wurde am 26. Oktober 1943 in das KZ Ravensbrück deportiert und dort am 8. Februar 1945 ermordet. In das Haus Koserstraße 21 zog der Leiter des SS Wirtschafts- und Verwaltungshauptamtes Oswald Pohl, der bei den Nürnberger Prozessen zum Tode verurteilt wurde und 1951 hingerichtet wurde. |
|      | Bertha Wallach           | Pacelliallee 57           | Lage                      | 27. Jan. 2023 | |
|      | Arthur Zarden            | Goßlerstraße 21           |                           | 6. Mai 2011   | |
|      | Max Zellner              | Bachstelzenweg 17         |                           | 15. Okt. 2013 | Max Zellner kam am 13. März 1878 in Ostrowo/Posen als Sohn des Musiklehrers Julius Zellner und dessen Frau Ottilie geborene Laser zur Welt. Er studierte zunächst Jura in Berlin, wechselte dann zur Medizin und studierte in Berlin, Breslau und in Freiburg im Breisgau. Seine Approbation erhielt er 1901 in Berlin. Er arbeitete als Allgemeinmediziner in seiner Praxis in der Landsberger Straße. 1909 heiratete er Regina Luise Stern, das Paar adoptierte die 1919 geborene Stefanie Konstanze. Die Familie zog zunächst in die Helmstedter Straße und 1932 nach Dahlem in den Bachstelzenweg 17 ins eigene Haus. 1938 wurde Max Zellner die Approbation entzogen, nach 1939 mussten Max und Regina Zellner ihr Haus verlassen und als Untermieter in den Hohenzollerndamm 184 ziehen. Im Rahmen der Fabrikaktion wurden sie verhaftet und mit dem 36. Osttransport am 12. März 1943 in das KZ Auschwitz deportiert. Ein Todesdatum ist nicht bekannt. Die Tochter Stephanie emigrierte vor 1939 nach Palästina, heiratete Michael Bernie Bernstein und lebte mit ihm in den USA und Kanada, an ihrem Lebensabend zogen sie nach Israel, wo Stephanie 2012 starb. |
|      | Regina Zellner           | Bachstelzenweg 17         |                           | 15. Okt. 2013 | Regina Luise Stern kam am 8. Januar 1885 in Berlin als Tochter des Kaufmanns Georg Hermann Stern und seiner Frau Helene geborene Friedländer zur Welt. Sie heiratete 1909 den Allgemeinmediziner Max Zellner. Das Paar wohnte zunächst in der Landsberger Straße, später in der Helmstedter Straße. Sie adoptierten die 1919 geborene Stefanie Konstanze und zogen 1932 nach Dahlem in den Bachstelzenweg 17 ins eigene Haus. 1938 wurde Max Zellner die Approbation entzogen, nach 1939 mussten Max und Regina Zellner ihr Haus verlassen und als Untermieter in den Hohenzollerndamm 184 ziehen. Im Rahmen der Fabrikaktion wurden sie verhaftet und mit dem 36. Osttransport am 12. März 1943 in das KZ Auschwitz deportiert. Ein Todesdatum ist nicht bekannt. Die Tochter Stephanie emigrierte vor 1939 nach Palästina, heiratete Michael Bernie Bernstein und lebte mit ihm in den USA und Kanada, an ihrem Lebensabend zogen sie nach Israel, wo Stephanie 2012 starb. |